# 陳致中
陳 致中（ちん ちちゅう）は中華民国（台湾）の政治家。

## 略歴
元中華民国総統陳水扁の長男。母は呉淑珍で、姉は陳幸妤である。
台北市立成功高級中学 を卒業後、国立台湾大学法律学科司法組に進学。2001年に台湾大学を卒業した後中華民国海軍(軍階:少尉)に入隊した。2003年に海軍を退役した後は、アメリカのカリフォルニア大学バークレー校に入学し2005年に法学修士を修める。同年台中市出身の音楽修士黃睿靚と結婚し、ニューヨークに転居。夫婦でニューヨーク大学に入学、翌年法学修士を修めた。2006年1月に民進党に入党する。
2010年11月27日の中華民国統一地方選挙で高雄市議会議員に当選し、2010年12月25日に就任したが、1年後の2011年8月17日に解職された。
2018年中華民国統一地方選挙で再び高雄市議会議員に当選した。2021年現在も在任中。

## スキャンダルと政治問題
2005年、ニューヨークに留学中の陳致中が贅沢な生活を送っている事が、たびたび台湾のマスコミによってゴシップ的に取り上げられ、話題を集めていた。
2006年以降陳水扁の側近や家族による汚職疑惑が表面化し、反陳水扁運動が起こると、こうした陳致中の行動も政治問題化し、立法院における論戦の中で議題としてあげられる事も多くなった。中でも中国国民党の立法委員邱毅は民進党の汚職疑惑追及という観点で、積極的に議題としてあげている。
彼の妻がアメリカで出産を迎えるかどうかという点、また陳致中本人がアメリカに「投資移民」としてグリーンカード取得の運動を行っている事についても邱毅によって指摘された。2006年12月2日に陳致中は台湾へ夫婦で帰国し、2007年台湾で第1子の女児陳潔歆を出産していた。
2008年陳致中夫婦はバージニア大学に入学計画があったが、陳水扁スキャンダルにより妻と台湾へ帰国した（アメリカへの移民の可能性も否定した）。2009年高雄市に転居し、同年民進党を離党した。
2010年、台湾の媒体《壹週刊》第478期により、陳致中は7月3日の朝に自用車で水商売の女性と一緒に乗せている写真を取られた。本人は否認したが、高雄の地方裁判所は調査の結果により、陳致中は確かに娼婦と取引することがあると判決を出した。